# Anthony Kyle Irvine
Anthony "Tuppy" Kyle Irvine (8 de octubre de 1937 (87 años) es un naturalista, botánico, dasónomo australiano. Ha desarrollado actividades independientes con Royal Botanic Gardens, Kew, con énfasis con la familia Arecaceae, y experto en ecología del bosque tropical en el Instituto de Investigación CSIRO (Commonwealth Scientific y Industrial Research Organisation) en Atherton, norte de Queensland.

## Algunas publicaciones
- 2000.  “Structural coloration in Delarbrea michieana (Araliaceae).” International J. of Plant Sci. 161 (2): 297-300

- r. Keenan, d. Lamb, o. Woldring, a.k. Irvine, r. Jensen. 1997. Restoration of plant diversity beneath tropical tree plantations in northern Australia. Forest Ecology & Management 99: 117–131

- m.f. Willson, a.k. Irvine, n.g. Walsh. 1989. Vertebrate dispersal syndromes in some Australian and New Zealand plant communities, with geographic comparison. Biotropica 21:133–147

## Honores
- 1952-1954: condecorado con la "Medalla de la Orden de Australia" por su trabajo voluntario con los grupos regionales de atención de la tierra y también de su investigación sobre la terminología botánica originaria regional y los usos tradicionales que los originarios tenían con las plantas de la región[5]
- La abreviatura «A.K.Irvine» se emplea para indicar a Anthony Kyle Irvine como autoridad en la descripción y clasificación científica de los vegetales.[6]